# Bidens tenera
Bidens tenera là một loài thực vật có hoa trong họ Cúc. Loài này được O.E.Schulz mô tả khoa học đầu tiên năm 1914.